# Апочи, Эфетобор
Эфетобор Уэсли Апочи (англ. Efetobor Wesley Apochi; род. 2 ноября 1987, Орогун, штат Дельта, Нигерия) — нигерийский боксёр-профессионал, выступающий в первой тяжёлой весовой категории. Бронзовый призёр Игр Британского Содружества (2014), двукратный серебряный призёр Африканских игр (2011, 2015) в любителях. Среди профессионалов бывший обязательный претендент на титул регулярного чемпиона мира по версии WBA (2021) в 1-м тяжёлом весе.
Лучшая позиция по рейтингу BoxRec — 18-я (май 2021) и является 1-м среди нигерийских боксёров первой тяжёлой весовой категории, а по рейтингам основных международных боксёрских организаций занимал 1-ю строчку рейтинга WBA, 13-ю строку рейтинга WBO и 22-ю строку рейтинга WBC, — входя в топ-25 лучших боксёров первого тяжёлого веса всего мира.

## Биография
Эфетобор Уэсли Апочи родился 2 ноября 1987 года в городе Орогун, штата Дельта, в Нигерии.

## Любительская карьера
В 2014 году стал бронзовым призёром Игр Британского Содружества в Глазго.
А в 2011 и 2015 годах дважды завоёвывал серебряную медаль на Африканских играх.

## Профессиональная карьера
30 июля 2017 года в США начал профессиональную боксёрскую карьеру досрочно нокаутом во 2-м раунда победив мексиканца Даниэля Мехиа Эрнандеса (0-2).
17 апреля 2021 года в Лос-Анджелесе (США) досрочно нокаутом в 3-м раунда победил небитого американца Деона Николсона (14-0), и завоевал звание обязательного претендента на титул регулярного чемпиона мира по версии WBA в 1-м тяжёлом весе.
27 июня 2021 года в Миннеаполисе (США), в конкурентном бою проиграл раздельным решением судей (96-93, 94-95 — дважды) небитому американцу Брэндону Глэнтону (13-0).
16 апреля 2022 года в Арлингтоне (Техас, США) раздельным решением судей (SD) проиграл американцу Адриану Тейлору (12-1-1). Счёт боя по итогам 8-и раундов составил: 78-74  Апочи, 73-79 и 75-77 в пользу Тейлора.
16 февраля 2024 года в городе Плант-Сити (Флорида, США) нокаутировал в 5-м  раунде малоизвестного Лукаса Понтеса Да Силву (7-1, 7 КО) из Бразилии. 
31 августа 2024 года в Карсоне (США) дал тяжелый близкий бой небитому чемпиону Британии Чивону Кларку. Судьи дали близкую победу большинством голосов Кларку: 95-95, 98-92 и 97-93.
14 февраля 2025 года в Тампе (Флорида) провел разминочный бой нокаутировав в 9-м раунде крепкого 35-летнего Дионардо Минора (7-4-2)

## Статистика профессиональных боёв
В таблице перечислены результаты всех поединков боксёров.
В каждой строке указан результат поединка. Дополнительно номер поединка обозначен цветом, который обозначает итог поединка. Расшифровка обозначений и цветов представлена в нижеследующей таблице.
| Пример | Расшифровка                     |
| ------ | ------------------------------- |
|        | Победа                          |
|        | Ничья                           |
|        | Поражение                       |
|        | Планируемый поединок            |
|        | Поединок признан несостоявшимся |
| КО     | Нокаут                          |
| ТКО    | Технический нокаут              |
| PTS    | Решение судей (по очкам)        |
| UD     | Единогласное решение судей      |
| MD     | Решение большинства судей       |
| SD     | Раздельное решение судей        |
| RTD    | Отказ от продолжения боя        |
| DQ     | Дисквалификация                 |
| NC     | Поединок признан несостоявшимся |

| 16 поединков, 13 побед (13 нокаутом), 3 поражения (все по очкам). | 16 поединков, 13 побед (13 нокаутом), 3 поражения (все по очкам). | 16 поединков, 13 побед (13 нокаутом), 3 поражения (все по очкам). | 16 поединков, 13 побед (13 нокаутом), 3 поражения (все по очкам). | 16 поединков, 13 побед (13 нокаутом), 3 поражения (все по очкам). | 16 поединков, 13 побед (13 нокаутом), 3 поражения (все по очкам). | 16 поединков, 13 побед (13 нокаутом), 3 поражения (все по очкам).                                              | 16 поединков, 13 побед (13 нокаутом), 3 поражения (все по очкам). |
| Бой                                                               | Рекорд                                                            | Дата                                                              | Соперник                                                          | Место проведения                                                  | Раундов                                                           | Примечание |                                                                   |
| ----------------------------------------------------------------- | ----------------------------------------------------------------- | ----------------------------------------------------------------- | ----------------------------------------------------------------- | ----------------------------------------------------------------- | ----------------------------------------------------------------- | --- | ----------------------------------------------------------------- |
| 13                                                                | 11-2                                                              | 16 апреля 2022                                                    | Адриан Тейлор (12-1-1)                                            | AT&T Stadium, Арлингтон, Техас, США                               | SD 8 (8)                                                          | Счёт: 78-74, 75-77, 73-79.                                                                                     |                                                                   |
| 12                                                                | 11-1                                                              | 27 июня 2021                                                      | Брэндон Глэнтон (13-0)                                            | Minneapolis Armory, Миннеаполис, Миннесота, США                   | SD 10 (10)                                                        | Счёт: 96-93, 94-95 (дважды).                                                                                   |                                                                   |
| 11                                                                | 11-0                                                              | 17 апреля 2021                                                    | Деон Николсон (14-0)                                              | Shrine Exposition Center, Лос-Анджелес, Калифорния, США           | KO 3 (12), 1:12                                                   | Завоевал звание обязательного претендента на титул регулярного чемпиона мира по версии WBA в 1-м тяжёлом весе. |                                                                   |
| 10                                                                | 10-0                                                              | 14 ноября 2020                                                    | Джо Джонс (11-2)                                                  | Стейплс-центр, Лос-Анджелес, Калифорния, США                      | KO 3 (10), 0:51                                                   | |                                                                   |
| 9                                                                 | 9-0                                                               | 4 октября 2019                                                    | Ларри Прайор (11-21)                                              | Arena Theatre, Хьюстон, Техас, США                                | TKO 4 (4), 2:09                                                   | |                                                                   |
| 8                                                                 | 8-0                                                               | 25 мая 2019                                                       | Эрл Ньюман (10-1-1)                                               | Beau Rivage Resort & Casino, Билокси, Миссисипи, США              | KO 7 (8), 2:17                                                    | |                                                                   |
| 7                                                                 | 7-0                                                               | 23 февраля 2019                                                   | Раймонд Очиенг (26-22-3)                                          | Minneapolis Armory, Миннеаполис, Миннесота, США                   | TKO 2 (6), 1:57                                                   | |                                                                   |